# Roeboexodon
Roeboexodon är ett släkte av fiskar. Roeboexodon ingår i familjen Characidae.
Kladogram enligt Catalogue of Life:
| Roeboexodon | \| \| Roeboexodon geryi \| \| \| \| \| \| Roeboexodon guyanensis \| \| \| \| |
|             | \| \| Roeboexodon geryi \| \| \| \| \| \| Roeboexodon guyanensis \| \| \| \| |
|             | Roeboexodon geryi                                                            |
|             |                                                                              |
|             | Roeboexodon guyanensis                                                       |
|             |                                                                              |